# Glodeanu Sărat
Glodeanu Sărat è un comune della Romania di 4 412 abitanti, ubicato nel distretto di Buzău, nella regione storica della Muntenia.
Il comune è formato dall'unione di 4 villaggi: Căldărușanca, Glodeanu Sărat, Ileana, Pitulicea.